# 林景烈
林景烈（Alex Lim Keng Liat，1980年8月29日—），出生在馬來西亞沙巴州山打根，馬來西亞前男子游泳運動員，擅長仰泳，是大馬泳壇的“仰泳王子”。與謝俊道（蛙泳）、王皓明（自由泳）和洪堅欽（蝶泳）被封為馬來西亞泳壇四大天王。於2007年退休，目前執教沙巴州泳隊。

## 生涯
林景烈本是蝶泳選手，在得知國際上的仰泳水平停滞後毅然轉攻仰泳。1995年，他在首次參加清邁東南亞運動會的情況下就獲得100米仰泳第四名。在1998年曼谷亞運會，林景烈以破大會記錄的成績奪得100米仰泳金牌，讓他當選該年全國最佳運動員。在2002年曼徹斯特共和聯邦運動會上他更分別獲得50米仰泳銀牌和100米仰泳銅牌，打破馬來西亞在該運動會游泳賽事的獎牌荒。而在2004年，他也成為馬來西亞歷來首位晉級雅典奧運會100米仰泳半決賽的選手，並獲得第十五名。而他也在巴塞羅那世錦賽游進決賽，獲得第八名的成績。除此之外，他在東南亞更是難逢敵手，從15歲首次參加東南亞運動會以來他總共獲得14枚游泳項目金牌，更連續四屆稱霸100米及200米仰泳項目。他創下的數個仰泳全國紀錄至今仍沒有任何馬來西亞選手能打破。2009年，他獲選進入馬來西亞奧理會名人堂。

## 個人榮譽
- 1998年馬來西亞全國最佳男運動員
- 1998年馬來西亞最佳奧林匹克運動員
- 馬來西亞奧運會名人堂

## 外部連結
- OCM Sports Museum and Hall of Fame （页面存档备份，存于）